# Mercuralia
Mercuralia ou Mercurália é uma celebração romana conhecida também como o "Festival de Mercúrio". Mercúrio (contraparte grega: Hermes) era o deus dos mercadores e do comércio. Em 15 de maio, os mercadores borrifavam suas cabeças, seus navios e mercadorias e seus negócios com água retirada do poço de Porta Capena.